# Rafael Caroca
Rafael Antonio Caroca Cordero (Curicó, Chile, 19 de julio de 1989) es un futbolista profesional chileno que se desempeña como volante de contención y actualmente milita en Huachipato de la Primera División de Chile.

## Trayectoria
Llegó a las divisiones inferiores de Colo-Colo a la edad de 15 años, después de un torneo Nike, donde, luego de destacar, el exentrenador y exjugador de Colo-Colo, Marcelo Espina, no dudó en incorporarlo a la cantera del club albo.
Caroca hace su estreno en Colo Colo el 24 de febrero de 2008, en un partido donde el conjunto albo jugó con equipo alternativo para enfrentar a Ñublense, debido a que el plantel estelar se encontraba en Venezuela para enfrentar a Unión Atlético Maracaibo por la Copa Libertadores 2008. El curicano juega los 90 minutos en ese encuentro que su club perdió por 1-4.
A mediados de 2008 fue enviado a préstamo junto con José Pedro Fuenzalida a O'Higgins por un plazo de un año.
Regresa a Colo Colo al año siguiente para jugar la Copa Libertadores 2009 y el campeonato nacional. Se corona campeón del Torneo de Clausura de 2009 donde disputó 181 minutos en 4 partidos.
En 2011 es enviado a préstamo a La Serena para ganar minutos en el profesionalismo.
En 2012 vuelve a Colo-Colo y se logra afianzar como titular en el primer equipo jugando como volante de contención, siendo uno de los más regulares del equipo durante el primer semestre. 
El domingo 17 de junio, el "Rafa" es elegido por los comentaristas de la cadena televisiva CDF como la figura del clásico del fútbol chileno, válido por la semifinal de ida de los playoffs del Torneo de Apertura, en un partido en donde destacó para que su equipo terminara venciendo por 2-0 al archirrival, pese a que tenían dos jugadores menos debido a las expulsiones de Álvaro Ormeño y Esteban Paredes.
Jugando por Copa Chile, Caroca convirtió su primer gol por Colo-Colo. El volante anotó de cabeza la apertura de la cuenta frente a Barnechea en un partido donde fue el capitán del Cacique y que terminó empatado en una guerra de goles: 5-5. Además, en ese mismo encuentro su hermano menor también marcó un gol, pero en el conjunto rival.  
En el segundo semestre recibió una seguidilla de expulsiones, lo que terminó con que el trasandino Fernando de la Fuente le arrebatara el puesto de titular.
A finales de diciembre, se confirmó que Caroca no iba a ser parte del plantel de Colo-Colo en 2013, por lo que iba a ser enviado nuevamente a préstamo. Sin embargo, la dirigencia del club no le encontró equipo al curicano, por lo que finalmente el canterano albo se quedó en Colo-Colo para disputar el Torneo de Transición 2013 con el dorsal 6.
Caroca quedó relegado del primer equipo, donde disputó apenas 22 minutos en el campeonato, ingresando por Mauro Olivi en el empate de su club 2-2 con Huachipato, mientras que de titular participó sólo en un amistoso ante Universidad Católica en Antofagasta. El "Rafa" se tuvo que conformar en jugar en la filial del club en la Segunda División Profesional 2013. Allí fue capitán y jugó prácticamente todos los partidos. Anotó un gol en la victoria de su equipo por 3-0 a Audax Italiano B.
Para el segundo semestre de 2013 Rafael Caroca se va definitivamente de Colo Colo para recalar en el Deportes Iquique de Jaime Vera.
En los "Dragones Celestes" se transforma en titular indiscutido, coronándose campeón de la Copa Chile 2013-14. Además, logró una racha de 145 partidos consecutivos como titular, lo que causó la sorpresa del propio jugador una vez enterado de la cifra. Tras grandes Campañas en Iquique, en junio de 2017 Caroca es anunciado como refuerzo de la Universidad de Chile.

## Selección chilena
Por la Selección de fútbol de Chile fue considerado para reforzar la nómina de los partidos amistosos frente a dos selecciones orientales: Japón y Corea del Sur.
Además, fue llamado para la gira a Israel, siendo el único de los jugadores nominados proveniente de Chile, ya que el resto de la convocatoria fue completada por futbolistas que se encuentran en el extranjero. "La Roja" cayó 1-0 y Caroca fue suplente.
Participó en el Torneo Esperanzas de Toulon de 2008, en Francia, importante campeonato para él, porque además de salir segundo con la selección dirigida por Marcelo Bielsa, recibió el premio al mejor jugador joven del torneo. 
Lo anterior le permitió para ser considerado en la nómina de los dos partidos clasificatorios para el Mundial de Sudáfrica 2010 contra Bolivia y Venezuela, que además incluía dos amistosos previos ante Guatemala y Panamá.
Precisamente, su debut con la selección adulta fue el 4 de junio de 2008 en el Estadio El Teniente de Rancagua, en la victoria de Chile por 2-0 sobre Guatemala. El Rafa fue titular y jugó los noventa minutos. En el siguiente duelo ante los panameños no vio acción.
Participó en la Milk Cup, en su versión 2008, por la selección de Chile Sub-19, cayendo contra el seleccionado de Irlanda del Norte, en la final, cuyo resultado fue de 2 a 1 a favor de los europeos, llevándose la copa.
Participó en la Kupa Talents Cup en Holanda, en la que logró el tercer lugar con la Selección de Chile Sub-19. En un partido de dicho torneo, se protagonizó una riña entre el equipo de Chile y las series inferiores del club RCD Español, en la cual el director técnico de dicho equipo Josep Clotet, agredió con insultos racistas al combinado de Chile.
Al año siguiente, disputa nuevamente el Torneo Esperanzas de Toulon de 2009, esta vez dirigido por Ivo Basay, donde lograron quedarse con el primer lugar al derrotar en la final a los locales por la cuenta mínima. 
En mayo de 2010 es citado por la Selección de Chile para participar por tercera vez consecutiva en el Torneo Esperanzas de Toulon en su edición de 2010 junto a sus compañeros de equipo Raúl Olivares, Sebastián Toro, Luis Pavez y Cristóbal Jorquera. La escuadra nacional no pudo repetir las actuaciones anteriores y se quedó con el cuarto puesto de la competición.

### China Cup 2017
Tras sus buenas actuaciones en Deportes Iquique (Con el que salió subcampeón del Apertura 2016), Juan Antonio Pizzi lo nominó para la China Cup 2017, volvió a ser nominado después de 7 años.
El 11 de enero de 2017, Caroca re-debutó en La Roja, ingresando al minuto 90+1' por Esteban Pavez, finalmente Chile empató 1-1 ante Croacia y en penales, Chile ganó por 4-1.
Jugó solo dos minutos en torneo asiático, pero formó parte del plantel que salió campeón en China.

### Participaciones en Copas con la selección nacional
| Torneo                              | Sede    | Resultado    |
| ----------------------------------- | ------- | ------------ |
| Torneo Esperanzas de Toulon de 2008 | Francia | Subcampeón   |
| Torneo Esperanzas de Toulon de 2009 | Francia | Campeón      |
| Torneo Esperanzas de Toulon de 2010 | Francia | Cuarto lugar |

### Participaciones en campeonatos sudamericanos
| Campeonato Sudamericano     | Sede      | Resultado    |
| --------------------------- | --------- | ------------ |
| Sudamericano Sub-20 de 2009 | Venezuela | Primera Fase |

### Participaciones en la China Cup
| Copa           | Sede  | Resultado | Partidos | Goles |
| -------------- | ----- | --------- | -------- | ----- |
| China Cup 2017 | China | Campeón   | 1        | 0     |

### Partidos internacionales
Actualizado al 11 de enero de 2017.
| \| N.º \| Fecha \| Estadio \| Local \| Resultado \| Visitante \| Goles \| Competición \| \| ----- \| ------------------- \| ------------------------------------------- \| ----- \| --------- \| ----------------- \| ----- \| -------------- \| \| 1 \| 4 de junio de 2008 \| Estadio El Teniente, Rancagua, Chile \| Chile \| 2-0 \| Guatemala \| \| Amistoso \| \| 2 \| 5 de mayo de 2010 \| Estadio Tierra de Campeones, Iquique, Chile \| Chile \| 2-0 \| Trinidad y Tobago \| \| Amistoso \| \| 3 \| 11 de enero de 2017 \| Guangxi Sports Center, Nanning, China \| Chile \| 1-1 4-1p \| Croacia \| \| China Cup 2017 \| \| Total \| Presencias \| 3 \| Goles \| 0 \| \| \| \| |                     |                                             |       |           |                   |       |                |
| N.º | Fecha               | Estadio                                     | Local | Resultado | Visitante         | Goles | Competición    |
| 1 | 4 de junio de 2008  | Estadio El Teniente, Rancagua, Chile        | Chile | 2-0       | Guatemala         |       | Amistoso       |
| 2 | 5 de mayo de 2010   | Estadio Tierra de Campeones, Iquique, Chile | Chile | 2-0       | Trinidad y Tobago |       | Amistoso       |
| 3 | 11 de enero de 2017 | Guangxi Sports Center, Nanning, China       | Chile | 1-1 4-1p  | Croacia           |       | China Cup 2017 |
| Total | Presencias          | 3                                           | Goles | 0         |                   |       |                |

| Selección chilena | Selección chilena | Selección chilena |
| Año               | Partidos          | Goles             |
| ----------------- | ----------------- | ----------------- |
| 2008              | 1                 | 0                 |
| 2010              | 1                 | 0                 |
| 2017              | 1                 | 0                 |
| Total             | 3                 | 0                 |

## Estadísticas
| Club                         | Div.          | Temporada     | Liga  | Liga  | Copas nacionales | Copas nacionales | Torneos internacionales | Torneos internacionales | Total | Total |
| Club                         | Div.          | Temporada     | Part. | Goles | Part.            | Goles            | Part.                   | Goles                   | Part. | Goles |
| ---------------------------- | ------------- | ------------- | ----- | ----- | ---------------- | ---------------- | ----------------------- | ----------------------- | ----- | ----- |
| Colo-Colo · Chile            | 1.ª           | 2008          | 3     | 0     | —                | —                | —                       | —                       | 3     | 0     |
| O'Higgins · Chile            | 1.ª           | 2008          | 6     | 0     | —                | —                | —                       | —                       | 6     | 0     |
| O'Higgins · Chile            | Total club    | Total club    | 6     | 0     | 0                | 0                | 0                       | 0                       | 6     | 0     |
| Colo-Colo · Chile            | 1.ª           | 2009          | 13    | 0     | —                | —                | 5                       | 0                       | 18    | 0     |
| Colo-Colo · Chile            | 1.ª           | 2010          | 4     | 0     | —                | —                | —                       | —                       | 4     | 0     |
| Deportes La Serena · Chile   | 1.ª           | 2011          | 31    | 2     | 4                | 1                | —                       | —                       | 35    | 3     |
| Deportes La Serena · Chile   | Total club    | Total club    | 31    | 2     | 4                | 1                | 0                       | 0                       | 35    | 3     |
| Colo-Colo · Chile            | 1.ª           | 2012          | 32    | 0     | 7                | 1                | —                       | —                       | 39    | 1     |
| Colo-Colo · Chile            | 1.ª           | 2013          | 1     | 0     | —                | —                | —                       | —                       | 1     | 0     |
| Colo-Colo · Chile            | Total club    | Total club    | 53    | 0     | 7                | 1                | 5                       | 0                       | 65    | 1     |
| Colo-Colo 'B' · Chile        | 3.ª           | 2013          | 16    | 1     | —                | —                | —                       | —                       | 16    | 1     |
| Colo-Colo 'B' · Chile        | Total club    | Total club    | 16    | 1     | 0                | 0                | 0                       | 0                       | 16    | 1     |
| Deportes Iquique · Chile     | 1.ª           | 2013-14       | 37    | 1     | 14               | 0                | —                       | —                       | 51    | 1     |
| Deportes Iquique · Chile     | 1.ª           | 2014-15       | 34    | 3     | —                | —                | 2                       | 0                       | 36    | 3     |
| Deportes Iquique · Chile     | 1.ª           | 2015-16       | 32    | 0     | 8                | 1                | —                       | —                       | 40    | 1     |
| Deportes Iquique · Chile     | 1.ª           | 2016-17       | 27    | 3     | 4                | 1                | 6                       | 3                       | 37    | 7     |
| Deportes Iquique · Chile     | Total club    | Total club    | 130   | 7     | 26               | 2                | 8                       | 3                       | 164   | 12    |
| Universidad de Chile · Chile | 1.ª           | 2017          | 10    | 0     | 7                | 0                | —                       | —                       | 17    | 0     |
| Universidad de Chile · Chile | 1.ª           | 2018          | 13    | 0     | 4                | 0                | 4                       | 0                       | 21    | 0     |
| Universidad de Chile · Chile | 1.ª           | 2019          | 0     | 0     | 0                | 0                | —                       | —                       | 0     | 0     |
| Universidad de Chile · Chile | Total club    | Total club    | 23    | 0     | 11               | 0                | 4                       | 0                       | 38    | 0     |
| Deportes Iquique · Chile     | 1.ª           | 2020          | 0     | 0     | 0                | 0                | —                       | —                       | 0     | 0     |
| Deportes Iquique · Chile     | Total club    | Total club    | 0     | 0     | 0                | 0                | 0                       | 0                       | 0     | 0     |
| Ñublense · Chile             | 1.ª           | 2021          | 0     | 0     | 0                | 0                | —                       | —                       | 0     | 0     |
| Ñublense · Chile             | 1.ª           | 2022          | 0     | 0     | 0                | 0                | —                       | —                       | 0     | 0     |
| Ñublense · Chile             | 1.ª           | 2023          | 0     | 0     | 0                | 0                | —                       | —                       | 0     | 0     |
| Ñublense · Chile             | 1.ª           | 2024          | 0     | 0     | 0                | 0                | —                       | —                       | 0     | 0     |
| Ñublense · Chile             | Total club    | Total club    | 0     | 0     | 0                | 0                | 0                       | 0                       | 0     | 0     |
| Total carrera                | Total carrera | Total carrera | 259   | 10    | 48               | 4                | 17                      | 3                       | 324   | 17    |
| 1. 2. 3.                     |               |               |       |       |                  |                  |                         |                         |       |       |

## Palmarés

### Campeonatos nacionales
| Título           | Club             | País  | Año     |
| ---------------- | ---------------- | ----- | ------- |
| Primera División | Colo-Colo        | Chile | 2009-C  |
| Copa Chile       | Deportes Iquique | Chile | 2013-14 |

### Distinciones individuales
| Distinción                                      | Año  |
| ----------------------------------------------- | ---- |
| Mejor jugador joven Torneo Esperanzas de Toulon | 2008 |